# Jurij Ščekočichin
Jurij Petrovič Ščekočichin, (in russo Ю́рий Щекочи́хин?) (Kirovabad, 9 giugno 1950 – Mosca, 3 luglio 2003), è stato un giornalista, scrittore e parlamentare liberale sovietico e poi russo, noto per il giornalismo investigativo di alto profilo. Ščekočichin scrisse e condusse una campagna contro l'influenza della criminalità organizzata e della corruzione. Il suo ultimo libro di saggistica, Slaves of the KGB, parlava di persone che lavoravano come informatori del KGB. In qualità di giornalista per il quotidiano Novaja Gazeta, Ščekočichin indagò sugli attentati in appartamenti presumibilmente diretti dai servizi segreti russi e sullo scandalo di "corruzione delle Tre Balene" che coinvolse ufficiali di alto rango dell'FSB e fu associato al riciclaggio di denaro attraverso la Banca di New York.
Ščekočichin morì improvvisamente il 3 luglio 2003 all'età di 53 anni a causa di una misteriosa malattia pochi giorni prima della sua partenza prevista per gli Stati Uniti, dove aveva programmato di incontrare gli investigatori dell'FBI. I suoi documenti medici, secondo Novaja Gazeta, furono persi o distrutti dalle autorità.  I sintomi della sua malattia si adattano a un modello di avvelenamento da materiali radioattivi ed erano simili ai sintomi di Nikolaj Chochlov, Roman Cepov e Aleksandr Litvinenko, avvelenato con il polonio. Secondo il vicedirettore della Novaja Gazeta, Sergej Sokolov, Ščekočichin “in due settimane si è trasformato in un uomo molto vecchio, i suoi capelli sono caduti in ciuffi, quasi tutta la pelle si è staccata dal suo corpo, uno ad uno gli organi interni non funzionano”. I parenti di Ščekočichin inviarono campioni dei suoi tessuti per essere esaminati a Londra, dove si scoprì che Ščekočichin era morto per avvelenamento da tallio. La sua morte fu un assassinio motivato politicamente.

## Biografia
Ščekočichin nacque a Kirovabad, nell'Azerbaigian, nel giugno del 1950 ed era di origine azera.
Si laureò presso il Dipartimento di giornalismo dell'Università statale di Mosca nel 1975. Lavorò come giornalista investigativo presso Komsomol'skaja Pravda (1972–1980) e Literaturnaja Gazeta (1980–1996), e poi come vicedirettore del quotidiano liberale Novaja Gazeta (dal 1996). A partire dagli anni '90, pubblicò numerosi articoli critici nei confronti della prima e della seconda guerra cecena, delle violazioni dei diritti umani nell'esercito russo, della corruzione dello stato e di altre questioni sociali.
Nell'estate del 1988, Ščekočichin pubblicò un'intervista con il tenente colonnello della milizia Aleksandr Gurov, in cui fu dichiarata pubblicamente per la prima volta l'esistenza della criminalità organizzata nell'Unione Sovietica. Ciò diede fama sia a Gurov (che divenne il capo della sesta agenzia dell'MVD dell'URSS che lottò contro la criminalità organizzata) sia a Ščekočichin.
Jurij Ščekočichin iniziò la carriera politica nel 1990, quando fu eletto rappresentante al Congresso dei deputati del popolo. È stato eletto alla Duma di Stato russa dal partito liberale Jabloko nel 1995. È stato membro di un comitato della Duma sui problemi della corruzione ed era un esperto delle Nazioni Unite sui problemi della criminalità organizzata.
Dall'inizio del 1995 fu autore e conduttore di un programma di giornalismo investigativo chiamato "Special Team" su ORT, il primo canale della televisione russa (allora di proprietà di Boris Abramovič Berezovskij). Nell'ottobre 1995 i capi del canale chiusero il programma. Secondo Ščekočichin il motivo fu l'episodio intitolato "Per la patria! Per la mafia!", dedicato alla guerra cecena e scatenato, a suo avviso, dalle "principali banche russe". 
Nel 2000, accusò il vice primo ministro russo Il'ja Klebanov di aver nascosto il fatto che la Russia non aveva le risorse per tentare il salvataggio dell'equipaggio del sottomarino Kursk.
Dal 2002, Ščekočichin fu membro della Commissione Sergej Kovalëv, che indagò sulle accuse secondo cui gli attentati agli appartamenti di Mosca del 1999 erano stati orchestrati dal Servizio di sicurezza federale russo (FSB) per generare sostegno alla guerra.
Uno degli ultimi articoli di Ščekočichin prima della sua morte fu "Siamo la Russia o il KGB dell'Unione Sovietica?".  Descrisse questioni come il rifiuto dell'FSB di spiegare al parlamento russo quale gas velenoso fosse stato rilasciato durante la crisi degli ostaggi nel teatro di Mosca, e il lavoro dei servizi segreti del Turkmenistan che operavano impunemente a Mosca contro cittadini russi di origine turkmena.
Cercò di indagare sullo scandalo della "corruzione delle Tre Balene" e sulle attività criminali degli ufficiali dell'FSB legate al riciclaggio di denaro attraverso la Banca di New York e sulle azioni illegali di Evgenij Adamov, un ex ministro russo dell'energia nucleare.  Il caso delle Tre Balene era sotto il controllo personale del presidente Vladimir Putin. Nel giugno 2003, Ščekočichin contattò l'FBI e ottenne un visto americano per discutere il caso con le autorità statunitensi. Tuttavia, non raggiunse mai gli Stati Uniti a causa della sua morte improvvisa. Alcuni media russi affermarono che Putin aveva emesso un ordine di licenziamento di 19 ufficiali di alto rango dell'FSB coinvolti in questo caso nel settembre 2006 come parte di una lotta per il potere al Cremlino, ma tutti questi ufficiali hanno continuato a lavorare nelle loro posizioni nell'FSB a partire dal novembre 2006.

## Morte
Ščekočichin morì improvvisamente il 3 luglio 2003 dopo una misteriosa malattia durata 16 giorni.  Fu ufficialmente dichiarato che era morto per una sindrome allergica di Lyell. Le cure mediche e l'autopsia si svolsero presso l'Ospedale Clinico Centrale, "strettamente controllato dal Servizio di sicurezza federale russo perché tratta funzionari russi di alto rango" . Ai suoi parenti fu negato un rapporto medico ufficiale sulla causa della malattia e fu anche vietato di prelevare campioni dei suoi tessuti per un'indagine medica indipendente. I giornalisti di Novaja Gazeta riuscirono a inviare i suoi campioni di tessuto a "importanti specialisti stranieri". Gli esperti non giunsero ad alcuna conclusione definitiva. Ciò causò diffuse speculazioni sulla causa della morte, soprattutto perché un altro membro della commissione Kovalëv, Sergej Jušenkov, fu assassinato lo stesso anno e il consulente legale e investigatore della commissione, Michail Trepaškin, venne arrestato dalle autorità russe.
Alcune notizie tracciarono parallelismi tra gli avvelenamenti di Ščekočichin, Aleksandr Litvinenko e dell'ex guardia del corpo del presidente Vladimir Putin, Roman Cepov, morto in modo simile a San Pietroburgo nel settembre 2004. Altri notarono che Leča Islamov, un ribelle ceceno, era morto in una prigione russa nel 2004. “Tutti e tre i casi di avvelenamento – di Islamov, Ščekočichin e Litvinenko – sono accomunati non solo dal quadro clinico, identico anche nei dettagli, ma anche dal fatto che le tracce degli avvelenatori indicano chiaramente un indirizzo: Mosca, Lubjanka (sede dell'FSB)", secondo un rapporto della stampa cecena scritto da Zelimchan Chadžiev. Gli esami medici identificarono il veleno usato nel tallio.

## Opere
- (RU)  Юрий Щекочихин, Рабы ГБ. XX secolo Религия предательства [Schiavi del KGB. 20º secolo. La religione del tradimento], Samara, Federov, 1999